# Stanislavs Ladusãns
Compléments
Ladusãns fut très influent dans l'association des philosophes catholiques du Brésil
Stanislavs Ladusãns, (en letton : Staņislavs Ladusāns) né  le 22 août 1912 à Rudzeisi, Ludza, (Lettonie) et décédé le 25 juillet 1993 à Rio de Janeiro (Brésil), est un prêtre jésuite letton. Philosophe, professeur de philosophie et écrivain, il passa la plus grande partie de sa carrière au Brésil.

## Biographie[1]
Né le 22 août 1912 Stanislas Ladusãns entre dans la Compagnie de Jésus le 13 septembre 1933 et y est ordonné prêtre  le 26 juillet 1941. À la fin de son doctorat à l’Université grégorienne de Rome, il ne lui est plus possible de rentrer dans son pays natal, la Lettonie étant alors passée sous contrôle soviétique.
Le jeune prêtre est envoyé au Brésil pour y consolider le  corps professoral du scolasticat jésuite. Il y arrive le 17 février 1947. En 1953 Ladusãns prend la direction de la Bibliothèque du Centre d’études supérieures (Philosophie et Théologie) de la Compagnie de Jésus à Nova Friburgo, au Brésil. Durant ces années il vit sous une identité d’emprunt pour éviter, comme citoyen letton, le rapatriement forcé en Union soviétique.
Brillant professeur de philosophie, original et influent, il synthétise le thomisme médiéval avec la philosophie moderne et la phénoménologie. Il était excellent connaisseur d’Emmanuel Kant, à qui il avait consacré sa thèse de doctorat.
Au cours d'une recherche scientifique sur la situation de la pensée philosophique brésilienne, il est entré en contact avec la philosophie de Mário Ferreira dos Santos (pt) avec qui il eut par après de fréquents contacts personnels. Ladusãns fut parmi les premiers à exposer le système philosophique de Ferreira dos Santos, appelé ‘Philosophie concrète’.
Fondateur en 1970 de l‘Association brésilienne des philosophes catholiques’  (et plus tard du ‘Centre de recherche philosophique’ de São Paulo) le père Ladusãns organisa également quatre congrès de philosophie. Professeur à l'université pontificale Saint-Thomas-d'Aquin (l’Angelicum) il fut président de l'Association catholique inter-américaine de philosophie. Il a été professeur du philosophe, journaliste, écrivain et essayiste Olavo de Carvalho à l'université pontificale catholique de Rio de Janeiro.
Le père Stanislas Ladusãns meurt à Rio de Janeiro le 26 août 1993.

## Écrits
Les publications du père Ladusãns sont toutes en portugais :
- Humanismo pluridimensional, Loyola, 1974 (2 vol.), 1037p.
- Rumos da filosofia atual no Brasil; em auto-retratos, Loyola, 1976.
- Pensamento parcial e total, Loyola, 1977, 294p.
- Criatividade filosófico-cristã hoje, Presença, 1982, 27 p. (Collection Tema atual, n°50).
- Gnosiologia pluridimensional; fundamentos fenomenológico-críticos do conhecimento da verdade, Presença, 1982, 2ª ed., 59p. (Collection Tema atual, n°51-52).
- Originalidade cristã da filosofia, Presença, 1984, 24p. (Collection Tema atual, n°72).
- Verdade e certeza, Presença, 1986, 50p.
- A análise social filosófico-cristã, Presença, 1988, 361p.
- Questões atuais de bioética, Loyola, 1990, 361p.
- LADUSÃNS, Stanilavs. O Silêncio que não Silência. Sobretiro de Humanitas, Número 20. Universidad de Nuevo León – 1979.